# Nelly Däs
Nelly Däs (geb. Schmidt; * 8. Januar 1930 in Friedenthal bei Saporischschja, Ukrainische SSR; † 18. April 2021 in Waiblingen) war eine russlanddeutsche Schriftstellerin.

## Leben
Nelly Schmidt teilte das Verfolgungsschicksal vieler schwarzmeerdeutscher Siedler in der Ukraine. Ihr Vater wurde 1937 verhaftet und zu 30 Jahren Zwangsarbeit verurteilt. Nach dem deutschen Angriff auf die Sowjetunion drohte ihr wie den übrigen Deutschen die Deportation nach Sibirien. Die Familie flüchtete daraufhin im Lande. Das Dorf Andrenburg am Dnepr, in dem sie sich aufhielt, wurde jedoch zuvor von deutschen Truppen eingenommen. Während der deutschen Besetzung kehrte sie mit ihrer Mutter in deren Geburtsort zurück. Vor der heranrückenden Roten Armee 1943 flüchtete Nelly Schmidt nach Deutschland. Ab 1945 wohnte sie in Schwäbisch Gmünd und absolvierte eine Herrenschneider-Lehre. Danach heiratete sie 1951 und wurde in Waiblingen sesshaft.
Nelly Däs’ Erzählung Das Mädchen vom Fährhaus wurde unter dem Titel Nadja – Heimkehr in die Fremde im Jahr 1996 für das ZDF verfilmt.

## Auszeichnungen
- 1982: Bundesverdienstkreuz am Bande[3]
- 1990: Goldene Ehrennadel des Landes Baden-Württemberg
- 1996: Russlanddeutscher Kulturpreis des Landes Baden-Württemberg

## Werke (Auswahl)

### Als Verfasserin
- Das Mädchen vom Fährhaus. 1988, Neuauflage Tebbert 2003, ISBN 3-89738-299-7
- Wölfe und Sonnenblumen. Oetinger 1978, ISBN 3-7891-1808-7
- Emilie, Herrin auf Christiansfeld. Tebbert 2002, ISBN 3-89738-269-5
- Der Zug in die Freiheit. Oetinger 1977, ISBN 3-7891-1806-0.
- Rußlanddeutsche Pioniere im Urwald. Landmannschaft der Deutschen in Rußland 1993
- Der Schlittschuhclown. Eigenverlag 2000
- Chronistin der Deutschen aus Russland. Kurzer Rückblick auf mein Leben. 1985
- Aljoscha: ein Junge aus Krivoj Rog. Georg-Bitter-Verlag, Recklinghausen 1991, ISBN 3-7903-0439-5
- Mit Timofej durch die Taiga. Georg-Bitter-Verlag, Recklinghausen 1990, ISBN 3-7903-0397-6
- Schicksalsjahre in Sibirien. Westkreuz-Verlag, Berlin [1989], ISBN 3-922131-36-0
- Laßt die Jugend sprechen. Rußlanddeutsche Jugendliche berichten. Oetinger Friedrich, Hamburg 1987, ISBN 3-7891-1806-0

### Als Herausgeberin
- Alle Spuren sind verweht. Rußlanddeutsche Frauen in der Verbannung. Kulturamt der Deutschen aus Russland, Stuttgart 1997, ohne ISBN.